# Blue Box (manga)
Blue Box (アオのハコ?, Ao no hako) è un manga scritto e disegnato da Kōji Miura, serializzato sulla rivista Weekly Shōnen Jump di Shūeisha a partire dal 12 aprile 2021. Un adattamento anime prodotto da Telecom Animation Film e TMS Entertainment è stato trasmesso dal 3 ottobre 2024 al 27 marzo 2025. Una seconda stagione è stata annunciata.

## Trama
La serie ha come protagonista Taiki Inomata, uno studente dell'istituto Eimei (scuola nota per i successi sportivi) che ha appena terminato le scuole medie e iniziato le superiori.
Taiki è un membro della squadra di badminton maschile, e ogni mattina prima dell'inizio delle lezioni si allena nella palestra dell'istituto insieme a Chinatsu Kano, sua senpai che invece fa parte della squadra di basket femminile. I due fanno amicizia e Taiki sviluppa da subito una cotta per Chinatsu, ma è scoraggiato dall'amico Kyo Kasahara che non vede futuro poiché Chinatsu è bella ma soprattutto popolare in quanto miglior giocatrice della sua squadra, mentre Taiki è al contrario un atleta ignoto e nella media.
Quando la famiglia di Chinatsu deve lasciare il Giappone per lavoro, Taiki scopre che i loro genitori sono amici di vecchia data e che quindi Chinatsu verrà ospitata a casa sua, perlomeno fino al diploma.
Ora che i due vivono sotto lo stesso tetto, Taiki coglie l'occasione per costruire una relazione con lei. Nel mentre entrambi si impegnano per entrare nei campionati nazionali con le rispettive squadre, motivati reciprocamente dall'impegno che ci mettono.

## Personaggi
Taiki Inomata (猪股 大喜?, Inomata Taiki)
Doppiato da: Shōya Chiba (ed. giapponese), Mattia Nissolino (ed. italiana)
Il protagonista maschile. Un appassionato giocatore di badminton che si sforza di avere successo nonostante le battute d'arresto. Ammira molto Chinatsu Kano per la sua dedizione al basket e si prende una cotta per lei. Sebbene sia spesso impacciato ed emotivo, la sua incrollabile determinazione e sincerità gli fanno guadagnare lentamente il rispetto degli altri. Il suo obiettivo è raggiungere i campionati nazionali, un sogno che convide con Chinatsu nei rispettivi sport. Preferisce gli sport in solitaria in quanto non è bravo nel gioco di squadra e ritiene che il peso del gioco sulle spalle lo stimoli.
Chinatsu Kano (鹿野 千夏?, Kano Chinatsu)
Doppiata da: Reina Ueda (ed. giapponese), Giorgia Brunori (ed. italiana)
La protagonista femminile. È la stella della squadra di basket femminile e capitano durante il suo ultimo anno scolastico. È un grado superiore a Taiki e spesso è la prima ad arrivare agli allenamenti. Un tempo era una pessima giocatrice di basket, ma la sua dedizione l'ha aiutata a diventare una giocatrice forte che spera di arrivare alle Nazionali. Si trasferisce dalla famiglia di Taiki quando i suoi genitori partono per lavorare all'estero e lei e Taiki diventano lentamente amici sostenendosi a vicenda.
Hina Chono (蝶野 雛?, Chōno Hina)
Doppiata da: Akari Kitō (ed. giapponese), Elena Liberati (ed. italiana)
Un'amica di Taiki che fa parte della squadra di ginnastica ritmica. È figlia di un famoso atleta, per questo inizialmente si sente sotto pressione. È piuttosto teatrale e ama prendere in giro Taiki. Sviluppa lentamente dei sentimenti per quest'ultimo, nonostante lo incoraggi a seguire Chinatsu.
Kyo Kasahara (笠原匡?, Kasahara Kyō)
Doppiato da: Chiaki Kobayashi (ed. giapponese), Mattia Fabiano (ed. italiana)
Il miglior amico di Taiki e compagno di badminton. Tranquillo e attento, spesso capisce le cose più di chiunque altro. Sebbene sia sarcastico (soprattutto con Taiki), è una persona sinceramente premurosa e saggia.
Kengo Haryū (針生健吾?, Haryū Kengo)
Doppiato da: Yuma Uchida (ed. giapponese), Mattia Billi (ed. italiana)
Un abile giocatore di badminton della classe di Chinatsu che finisce per diventare mentore e rivale di Taiki. Sebbene sia spesso duro con quest'ultimo, pian piano ne ammira la tenacia a la crescente abilità.

## Media

### Manga
La serie è nata come uno one-shot pubblicato su Weekly Shōnen Jump il 3 agosto 2020.
L'opera principale, scritta e disegnata da Kōji Miura, ha iniziato la serializzazione sulla rivista Weekly Shōnen Jump di Shūeisha il 12 aprile 2021. Il primo volume tankōbon è stato pubblicato il 4 agosto dello stesso anno.
In Italia la serie è stata annunciata durante il Napoli Comicon 2022 da Star Comics e viene pubblicata dal 15 febbraio 2023. La traduzione dei testi è curata da Rie Zushi, mentre il lettering è realizzato da Alessandra Fregosi.

#### Volumi
| 1  | 4 agosto 2021 | ISBN 978-4-08-882731-5 | 15 febbraio 2023  | ISBN 978-88-226-3847-2 |
| 1  | Capitoli - 1. La senpai Chinatsu (千夏先輩?, Chinatsu senpai) - 2. Devi andare al Campionato Nazionale delle scuole superiori (インターハイ行ってください?, Intāhai itte kudasai) - 3. Fingere di non conoscersi (他人のフリ?, Tanin no Furi) - 4. La prescelta (選ばれし者?, Erabareshimono) - 5. Il modo in cui viene chiamata (呼び方?, Yobikata) - 6. Anche di un solo passo (一歩でも?, Ippo demo) - 7. Puoi farcela (大丈夫?, Daijōbu) |                        |                   |                        |
| 2  | 4 ottobre 2021 | ISBN 978-4-08-882794-0 | 15 febbraio 2023  | ISBN 978-88-226-3853-3 |
| 2  | Capitoli - 8. Il doppio (ダブルス?, Daburusu) - 9. La tuta (ジャージ?, Jāji) - 10. Il giorno prima (前日?, Zenjitsu) - 11. Le eliminatorie locali (地区予選?, Chiku yosen) - 12. Se dovesse vincere lui (あいつが勝ったら?, Aitsu ga kattara) - 13. Primo appuntamento (デート?, Dēto) - 14. L'acquario (水族館?, Suizokukan) - 15. Una ragazza normale (普通の女子?, Futsū no Joshi) - 16. Spiriti affini (同志?, Dōshi) |                        |                   |                        |
| 3  | 4 gennaio 2022 | ISBN 978-4-08-883007-0 | 26 aprile 2023    | ISBN 978-88-226-4046-8 |
| 3  | Capitoli - 17. Va tutto bene (問題ないです?, Mondainai desu) - 18. Augurami buona fortuna (がんばれって言って?, Ganbarette itte) - 19. Porterò io la tua borsa (荷物お運びします?, Nimotsu ohakobi shimasu) - 20. Ascoltare di nascosto (盗み聞き?, Nusumigiki) - 21. Posso prenderne uno? (一つちょうだい？?, Hitotsu chōdai?) - 22. Segna un punto! (一本！?, Ippon!) - 23. Li metterò a segno! (絶対入れる！?, Zettai ireru!) - 24. È così che funziona il mondo dello sport (それがスポーツだろ?, Sore ga Supōtsu daro) - 25. Ottimo lavoro (お疲れ様?, Otsukaresama)                                                                                                |                        |                   |                        |
| 4  | 4 marzo 2022 | ISBN 978-4-08-883063-6 | 28 giugno 2023    | ISBN 978-88-226-4153-3 |
| 4  | Capitoli - 26. Tiferò sempre per loro (応援するよ?, Ōen suru yo) - 27. Possibilità (脈アリ?, Myaku ari) - 28. Questa è anche casa tua (自分の家?, Jibun no ie) - 29. È sbagliato (良くないこと?, Yokunai koto) - 30. Avvicinarsi (お近づきに?, Ochikazuki ni) - 31. È un appuntamento? (おデートでしょうか?, O Dēto deshō ka) - 32. È da sfigati! (ダサいぞ！！?, Dasai zo!!) - 33. Quando qualcuno vince contro ogni pronostico (大穴が勝ちをさらう展開?, Ōana ga kachi o sarau tenkai) - 34. Le ragazze sono fatte così (女の子って?, Onnanoko tte) |                        |                   |                        |
| 5  | 3 giugno 2022 | ISBN 978-4-08-883149-7 | 6 settembre 2023  | ISBN 978-88-226-4241-7 |
| 5  | Capitoli - 35. Qualcosa di molto interessante (おもしろいもの?, Omoshiroi mono) - 36. Faresti meglio ad andare (行かないと?, Ikanaito) - 37. Ehi... (もしもーし?, Moshi mōshi) - 38. Flirtare (人たらし?, Hitotarashi) - 39. Periodo di prova (実験中?, Jikken-chū) - 40. La più forte (かっこいいのは?, Kakkoii no wa) - 41. Voglio un vero scambio (ラリーしたいです?, Rarī shitai desu) - 42. È impossibile (無理なお話?, Muri na ohanashi) - 43. Cosa c'entra? (どういう文脈？?, Dōiu bunmyaku?) |                        |                   |                        |
| 6  | 4 agosto 2022 | ISBN 978-4-08-883192-3 | 31 ottobre 2023   | ISBN 978-88-226-4278-3 |
| 6  | Capitoli - 44. Non si è avverato (叶ってないよ?, Kanattenai yo) - 45. Il 26 agosto (8月26日?, Hachigatsu nijūrokunichi) - 46. Il 26 agosto ② (8月26日②?, Hachigatsu nijūrokunichi 2) - 47. Il 26 agosto ③ (8月26日③?, Hachigatsu nijūrokunichi 3) - 48. Un anno di differenza (1年違えば?, Ichinen chigaeba) - 49. Di nuovo agli allenamenti mattutini (また朝練で?, Mata asaren de) - 50. Una persona sleale (ずるい女?, Zurui onna) - 51. Ora va molto meglio (このくらいが丁度いい?, Kono kurai ga chōdo Ii) - 52. E invece ci tengo tantissimo (見たいでしょ?, Mitai desho)                                                                                          |                        |                   |                        |
| 7  | 4 ottobre 2022 | ISBN 978-4-08-883259-3 | 9 gennaio 2024    | ISBN 978-88-226-4452-7 |
| 7  | Capitoli - 53. Ti stai impegnando molto (良くやってるよ?, Yoku yatteru yo) - 54. Bere acqua (水分補給?, Suibun hokyū) - 55. Inomata (イノマタ君?, Inomata-kun) - 56. Ma chi mi credo di essere? (何様だよ?, Nanisama da yo) - 57. Lo so (私は知ってる?, Watashi wa shitteru) - 58. Destra o sinistra? (右と左?, Migi to hidari) - 59. Non ho fatto niente (してないですよ?, Shitenai desu yo) - 60. Andiamoci insieme (観に行こうよ?, Mi ni ikō yo) - 61. Ho già un impegno (予定あるんだ?, Yotei arun da) |                        |                   |                        |
| 8  | 2 dicembre 2022 | ISBN 978-4-08-883389-7 | 5 marzo 2024      | ISBN 978-88-226-4568-5 |
| 8  | Capitoli - 62. Cos'hai detto? (なんて言いました？?, Nante iimashita?) - 63. Dammi una mano! (力を貸してよ！?, Chikara o kashite yo!) - 64. Migliore amico (親友として?, Shinyū toshite) - 65. Non è quello il punto (そこじゃない?, Soko ja nai) - 66. Sono qui per aiutarti (話なら聞くぞ?, Hanashi nara kiku zo) - 67. Fiorire (花が咲くまで?, Hana ga saku made) - 68. La manager (女子マネージャー?, Joshi Manējā) - 69. Inota! (いのた！?, Inota!) - 70. Un evento emozionante (ワクワクイベント?, Wakuwaku Ibento) |                        |                   |                        |
| 9  | 3 febbraio 2023 | ISBN 978-4-08-883433-7 | 28 maggio 2024    | ISBN 978-88-226-4740-5 |
| 9  | Capitoli - 71. Il ritiro congiunto (合同合宿?, Gōdō gasshuku) - 72. Un turbinio di pensieri (ぐるぐる?, Guruguru) - 73. Questo è tutto ciò che so (俺はわかってる?, Ore wa wakatteru) - 74. Non ne ho bisogno (いらないの?, Iranai no) - 75. Montagne russe (ジェットコースター?, Jetto Kōsutā) - 76. Non avevo intenzione di dirlo (言うつもり?, Iu tsumori) - 77. Non importa (それでも?, Sore de mo) - 78. Anche tu lo sei (お前もだろ?, Omae mo daro) - 79. Mi serve una tuta (ジャージ買いに?, Jāji kai ni) - 80. Sono fatta così (それが私なので?, Sore ga watashi nanode)                                                                                         |                        |                   |                        |
| 10 | 2 maggio 2023 | ISBN 978-4-08-883539-6 | 10 settembre 2024 | ISBN 978-88-226-4975-1 |
| 10 | Capitoli - 81. Vorrei che la assaggiassi anche tu (食べてほしくて?, Tabete hoshikute) - 82. Punto debole (痛いところ?, Itai tokoro) - 83. Déjà-vu (デジャブ?, Deja bu) - 84. Come dev'essersi sentita (どんな気持ち?, Don'na kimochi) - 85. Perché la detesto (キライだから?, Kirai dakara) - 86. Ammirazione (感嘆?, Kantan) - 87. Scuse e argomentazioni (言い訳と健全な議論?, Iiwake to kenzen na giron) - 88. Non può continuare così (このままではいられない?, Kono ma made wa i rarenai) - 89. Yumeka, tu... (ゆめか、あなた?, Yumeka, anata) - 90. Due facce della stessa medaglia (それらは同じものである?, Sorera wa onaji mono desu)                           |                        |                   |                        |
| 11 | 4 agosto 2023 | ISBN 978-4-08-883591-4 | 3 dicembre 2024   | ISBN 978-88-226-5318-5 |
| 11 | Capitoli - 91. Il sentimento più forte (最強のフィーリング?, Saikyō no Fīringu) - 92. Nei momenti difficili (悩んでいるときはいつでも?, Nayan de iru toki wa itsu demo) - 93. Strappare via (剥ぎ取る?, Hagi toru) - 94. Secondo anno (2年経ちましたか？?, 2-nen tachimashita ka?) - 95. Ritorni (イッツ・バック?, Ittsu Bakku) - 96. La vigilia di Natale (クリスマスイブ?, Kurisumasu Ibu) - 97. Hai qualche altro problema? (問題がありますか??, Mondai ga arimasu ka?) - 98. La fine dell'anno (年末?, Nenmatsu) - 99. Non esitare (ためらわないで?, Tamerawanaide)                                                                                                  |                        |                   |                        |
| 12 | 4 ottobre 2023 | ISBN 978-4-08-883690-4 | 4 marzo 2025      | ISBN 978-88-226-5534-9 |
| 12 | Capitoli - 100. Voglio vederla (彼女に会いたい?, Kanojo ni aitai) - 101. Anche oggi (今日も?, Kyō mo) - 102. È un problema se prima vado in un posto? (それはとても美しいです?, Sore wa totemo utsukushīdesu) - 103. Devo dirti una cosa (何か伝えたいことがあります?, Nanika tsutaetaikoto ga arimasu) - 104. 4 gennaio (1月4日正午?, 1 tsuki 4-nichi shōgo) - 105. Teniamolo segreto (秘密にしておきましょう?, Himitsu ni shite okimashou) - 106. Ero così agitata (とても緊張?, Totemo kinchō) - 107. È il tuo modo di amare, Chii (あなたの愛のスタイル、ちぃ?, Anata no ai no Sutairu, Chii) - 108. Non posso più farci niente (もう決まってるよ?, Mō kimatteru yo) |                        |                   |                        |
| 13 | 4 dicembre 2023 | ISBN 978-4-08-883790-1 | 3 giugno 2025     | ISBN 978-88-226-5676-6 |
| 13 | Capitoli - 109. 15 gennaio (1月15日?, 1 tsuki 15-nichi) - 110. Intervista (インタビュー?, Intabyū) - 111. Premio (褒美?, Hōbi) - 112. È acqua passata (すべてを整理しました?, Subete o seiri shimashita) - 113. Peccato (無駄?, Muda) - 114. Sfidante (挑戦者?, Chōsen-sha) - 115. Fortunato (ラッキー?, Rakkī) - 116. Mancare di rispetto (それは失礼です?, Sore wa shitsureidesu) - 117. Un grande passo (大きな一歩?, Ōkina ippo) |                        |                   |                        |
| 14 | 4 marzo 2024 | ISBN 978-4-08-883848-9 | 14 ottobre 2025   | ISBN 978-88-226-6241-5 |
| 14 | Capitoli - 118. (そういう人?, Sōiu hito) - 119. (危うく間違った考えをしそうになる?, Ayauku machigatta kangae o shi-sō ni naru) - 120. (法外な?, Hōgain) - 121. (頑張れ、先輩?, Ganbare, senpai) - 122. (腕前を披露する?, Udemae o hirō suru) - 123. (グレード間の違い?, Gurēdo-kan no chigai) - 124. (聞いてよかった?, Kiite yokatta) - 125. (それが何を意味するか知っていますか?, Sore ga nani o imi suru ka shitte imasu ka) - 126. (時間がかかる?, Jikan ga kakaru) |                        |                   |                        |
| 15 | 4 giugno 2024 | ISBN 978-4-08-884041-3 | —                 | —                      |
| 15 | Capitoli - 127. (震えるね?, Furueru ne) - 128. (兵藤さんと?, Hyōdō-san to) - 129. (正しい努力で?, Tadashī doryoku de) - 130. (1つ借りています?, Hitotsu karite imasu) - 131. (それは真実ではありません?, Sore wa shinjitsude wa arimasen) - 132. (わかります?, Wakarimasu) - 133. (なぜ？?, Naze?) - 134. (乗る?, Noru) - 135. (それは真実ではない?, Sore wa shinjitsude wanai) |                        |                   |                        |
| 16 | 2 agosto 2024 | ISBN 978-4-08-884133-5 | —                 | —                      |
| 16 | Capitoli - 136. (ゴーエイメイ！?, Gō Eimei!) - 137. (彼女を運んだ男?, Kanojo o hakonda otoko) - 138. (バドミントンの日?, Badominton no hi) - 139. (やってきたこと?, Yattekita koto) - 140. (先輩としての想い?, Senpai to shite no omoi) - 141. (がんばれっ?, Ganbare tsu) - 142. (ファイナルゲーム?, Fainaru Gēmu) - 143. (デコピン?, Dekopin) - 144. (上書きしよっか?, Uwagaki shi yokka) |                        |                   |                        |
| 17 | 4 ottobre 2024 | ISBN 978-4-08-884207-3 | —                 | —                      |
| 17 | Capitoli - 145. (やっぱり強ぇ?, Yappari tsuyo ~e) - 146. (お互いさまです?, Otagai-sama desu) - 147. (ひみつのだれか?, Himitsu no dare ka) - 148. (別れてなきゃ?, Wakare tenakya) - 149. (優しさの手札?, Yasashi-sa no tefuda) - 150. (最後の花火?, Saigo no hanabi) - 151. (こんにちは?, Kon'nichiwa) - 152. (大切だからこそ?, Taisetsudakara koso) - 153. (アイスクリームを食べない?, Aisukurīmu o tabenai) |                        |                   |                        |
| 18 | 4 dicembre 2024 | ISBN 978-4-08-884383-4 | —                 | —                      |
| 18 | Capitoli - 154. (あの箱には?, Ano hako ni wa) - 155. (もしかして?, Moshikashite) - 156. (勝つ?, Katsu) - 157. (夏のビーチ?, Natsu no Bīchi) - 158. (10本勝負?, 10 pon shōbu) - 159. (主賓?, Shuhin) - 160. (願い事?, Negaigoto) - 161. (お世話になりました?, Osewa ni narimashita) - 162. (うまくいくかもしれない?, Umaku iku kamo shirenai) |                        |                   |                        |
| 19 | 4 marzo 2025 | ISBN 978-4-08-884410-7 | —                 | —                      |
| 19 | Capitoli - 163. (誰かが困っているときに現れる?, Dareka ga komatte iru toki ni arawareru) - 164. (社会的に不器用?, Shakai-teki ni bukiyō) - 165. (お化け屋敷?, Obake yashiki) - 166. (この気持ちは?, Kono kimochi wa) - 167. (まだ間に合うなら?, Mada maniaunara) - 168. (これが私だ?, Kore ga watashida) - 169. (あなたのスタンプ?, Anata no Sutanpu) - 170. (あれから1年?, Are kara ichinen) - 171. (諦めついた??, Akirame tsuita?) |                        |                   |                        |
| 20 | 2 maggio 2025 | ISBN 978-4-08-884510-4 | —                 | —                      |
| 20 | Capitoli - 172. (眼の前の"今"?, Me no mae no" ima") - 173. (持たせてください?, Mota sete kudasai) - 174. (バスケだけ?, Basuke dake) - 175. (子供なんだ?, Kodomo na nda) - 176. (恋人でいたい?, Koibito de itai) - 177. (欠かせなかった?, Kaka senakatta) - 178. (ありがとね?, Arigato ne) - 179. (幻?, Maboroshi) - 180. (報わせてあげるんだ?, Mukuwa sete ageru nda) |                        |                   |                        |
| 21 | 4 luglio 2025 | ISBN 978-4-08-884564-7 | —                 | —                      |
| 21 | Capitoli - 181. (もう外さない?, Mō hazusanai) - 182. (泣きそうなほど楽しいんだ?, Naki-sōna hodo tanoshī nda) - 183. (バスケしよう?, Basuke shiyou) - 184. (親公認だね?, Oya kōninda ne) - 185. (ヤバイよね?, Yabai yone) - 186. (寂しくないといいな?, Sabishikunai to ī na) - 187. (そばにいてあげてね?, Soba ni ite agete ne) - 188. (寂しい時に?, Sabishī toki ni) - 189. (お願いします?, Onegai shimasu) |                        |                   |                        |
| 22 | 3 ottobre 2025 | ISBN 978-4-08-884693-4 | —                 | —                      |

#### Capitoli non ancora in formatotankōbon
Questa lista è suscettibile di variazioni e potrebbe essere incompleta o non aggiornata.

- 190.  (運命なんて?, Unmei nante)
- 191.  (お前の番だ?, Omae no banda)
- 192.  (お世話になりました?, Osewa ni narimashita)
- 193.  (あけまして?, Akemashite)
- 194.  (幸せの正面に?, Shiawase no shōmen ni)
- 195.  (ここにいよ?, Kokoniyo)
- 196.  (好き?, Suki)
- 197.  (徐々に?, Jojoni)
- 198.  (攻めないと?, Semenaito)
- 199.  (寄り添って?, Yorisotte)
- 200.  (近づけたらいいな?, Chikadzuketara ī na)
- 201.  (大切に?, Taisetsu ni)
- 202.  (私のまま?, Watashi no mama)
- 203.  (ジグソーパズル?, Jigusō Pazuru)
- 204.  (可能性に?, Kanōsei ni)
- 205.  (何してんだよ?, Nani shite nda yo)
- 206.  (まだないよ?, Madana iyo)
- 207.  (おかえり?, Okaeri)

### Anime
Nel numero 51 del 2023 di Weekly Shōnen Jump è stato annunciato l'adattamento anime della serie. È prodotto da TMS Entertainment, animato da Telecom Animation Film, diretto da Yūichirō Yano, presenta la sceneggiatura di Yūko Kakihara e il character design di Miho Tanino. La serie è stata trasmessa dal 3 ottobre 2024 al 27 marzo 2025 su TBS e reti affiliate. La sigla di apertura è Same Blue degli Official Hige Dandism mentre quella di chiusura è Teenage Blue (ティーンエイジブルー?, Tīn'eiji Burū) di Eve. La seconda parte invece presenta come sigla di apertura Saraba (然らば?) dei Macaroni Empitsu e in chiusura Contrast (コントラスト?, Kontorasuto). Nel luglio 2024 è stato annunciato che Netflix avrebbe trasmesso la serie in simulcast. La distribuzione in altre lingue, tra cui l'italiano, è avvenuto il 18 aprile 2025. Il doppiaggio italiano è curato dalla VSI Rome sotto la direzione di Simone Veltroni. L'adattamento dei dialoghi dell'edizione italiana è curato da Ezzedine Ben Nekissa.
Una seconda stagione è stata annunciata dopo la messa in onda dell'ultimo episodio.

#### Episodi
| Nº | Titolo italiano Giapponese 「Kanji」 - Rōmaji                                                                    | In onda          | In onda        |
| Nº | Titolo italiano Giapponese 「Kanji」 - Rōmaji                                                                    | Giapponese       | Italiano       |
| 1  | La senpai Chinatsu 「千夏先輩」 - Chinatsu senpai                                                                | 3 ottobre 2024   | 18 aprile 2025 |
| 2  | Devi andare al Campionato Nazionale delle scuole superiori 「インターハイ行ってください」 - Intāhai itte kudasai | 10 ottobre 2024  | 18 aprile 2025 |
| 3  | Chii 「ちー」 - Chī                                                                                              | 17 ottobre 2024  | 18 aprile 2025 |
| 4  | Se dovesse vincere lui 「あいつが勝ったら」 - Aitsu ga kattara                                                   | 24 ottobre 2024  | 18 aprile 2025 |
| 5  | L'acquario 「水族館」 - Suizokukan                                                                               | 31 ottobre 2024  | 18 aprile 2025 |
| 6  | Augurami buona fortuna 「がんばれって言って」 - Ganbarette itte                                                  | 7 novembre 2024  | 18 aprile 2025 |
| 7  | Posso prenderne uno? 「一つちょうだい？」 - Hitotsu chōdai?                                                      | 14 novembre 2024 | 18 aprile 2025 |
| 8  | Segna un punto! 「一本っ！」 - Ippon!                                                                            | 21 novembre 2024 | 18 aprile 2025 |
| 9  | Tiferò sempre per loro 「応援するよ」 - Ōen suru yo                                                              | 28 novembre 2024 | 18 aprile 2025 |
| 10 | È sbagliato 「良くないこと」 - Yokunai koto                                                                      | 5 dicembre 2024  | 18 aprile 2025 |
| 11 | È da sfigati! 「ダサいぞ！！」 - Dasai zo!!                                                                      | 12 dicembre 2024 | 18 aprile 2025 |
| 12 | Le ragazze sono fatte così 「女の子って」 - Onnanoko tte                                                         | 19 dicembre 2024 | 18 aprile 2025 |
| 13 | Voglio un vero scambio 「ラリーしたいです」 - Rarī shitai desu                                                   | 2 gennaio 2025   | 18 aprile 2025 |
| 14 | Cosa c'entra? 「どういう文脈？」 - Dōiu bunmyaku?                                                                | 9 gennaio 2025   | 18 aprile 2025 |
| 15 | 26 agosto 「8月26日」 - Hachigatsu nijūrokunichi                                                                 | 16 gennaio 2025  | 18 aprile 2025 |
| 16 | Una persona sleale 「ずるい女」 - Zurui onna                                                                     | 23 gennaio 2025  | 18 aprile 2025 |
| 17 | E invece ci tengo tantissimo 「見たいでしょ」 - Mitai desho                                                      | 30 gennaio 2025  | 18 aprile 2025 |
| 18 | Lo so 「私は知ってる」 - Watashi wa shitteru                                                                     | 6 febbraio 2025  | 18 aprile 2025 |
| 19 | Ho già un impegno 「予定あるんだ」 - Yotei arun da                                                               | 13 febbraio 2025 | 18 aprile 2025 |
| 20 | Migliore amico 「親友として」 - Shinyū to shite                                                                  | 20 febbraio 2025 | 18 aprile 2025 |
| 21 | Fiorire 「花が咲くまで」 - Hana ga saku made                                                                     | 27 febbraio 2025 | 18 aprile 2025 |
| 22 | Inota! 「いのた！」 - Inota!                                                                                     | 6 marzo 2025     | 18 aprile 2025 |
| 23 | Un turbinio di pensieri 「ぐるぐる」 - Guruguru                                                                  | 13 marzo 2025    | 18 aprile 2025 |
| 24 | Montagne russe 「ジェットコースター」 - Jetto Kōsutā                                                             | 20 marzo 2025    | 18 aprile 2025 |
| 25 | Non importa 「それでも」 - Sore de mo                                                                            | 27 marzo 2025    | 18 aprile 2025 |

## Accoglienza

### Popolarità
Nel giugno 2021, Blue Box è stato nominato per il settimo Next Manga Award nella categoria Miglior manga cartaceo; si è poi classificato ottavo su 50 candidati e ha vinto il Global Prize. Nell'agosto 2021, il primo volume del manga aveva in circolazione oltre 170 000 copie in meno di una settimana dalla sua uscita.
La serie si è piazzata al quarto posto nella classifica dei fumetti consigliati dai dipendenti della libreria nazionale del 2022.

### Critica
Anthony Gramuglia di Comic Book Resources ha affermato che "Blue Box è una storia sentimentale sui legami umani. È disegnato magnificamente, a volte assomiglia più a un manga shōjo che a un tipico shōnen. Se Blue Box proseguirà, probabilmente diventerà un titolo importante nel catalogo sentimentale di Shōnen Jump". Timothy Donohoo di CBR ha paragonato Blue Box a Witch Watch di Kenta Shinohara e Sekimen shinaide Sekime-san di Shigure Tokita poiché entrambe le serie presentano concetti a aspetti romantici simili a quelli di Blue Box.